# Auberon Herbert
För andra betydelser, se Auberon Herbert (olika betydelser).
Auberon Edward William Molyneux Herbert, född den 18 juni 1838 på Highclere Castle i Hampshire, död den 5 november 1906, var en brittisk politiker. Han var yngre bror till 4:e earlen av Carnarvon och far till 9:e baron Lucas. 
Herbert var 1859–1862 officer, studerade senare i Oxford och blev 1867 juris doktor. I mars 1864 gjorde han ett besök hos den danska armén vid Dybbøl och visade stort personligt mod genom att uppsöka de sårade mitt under striden. Han blev därfor riddare av Dannebrogsorden. År 1867 valdes han in i underhuset och framträdde som ytterst radikal. Han var motståndare av varje förbindelse mellan stat och kyrka och krävde att religionsundervisning skulle utestängas från  offentliga skolor. Likaså stödde han arbetarna i deras strävanden att uppnå högre lön och uttalade sig på folkmöten öppet för att införa republik efter drottning Viktorias död. I februari 1871 riktade han ett skarpt angrepp mot regeringens utrikespolitik, på grund av att den inte hade uppträtt som medlare under fransk-tyska kriget för att hindra landavträdelser från Frankrike till Tyskland. År 1872 drev han sina republikanska åsikter i själva underhuset under våldsamma angrepp från hans aristokratiska ståndsbröder. År 1874 föll han igenom vid valen och kom inte senare att spela någon politisk roll.